# Bitwa pod Kolnem (1920)

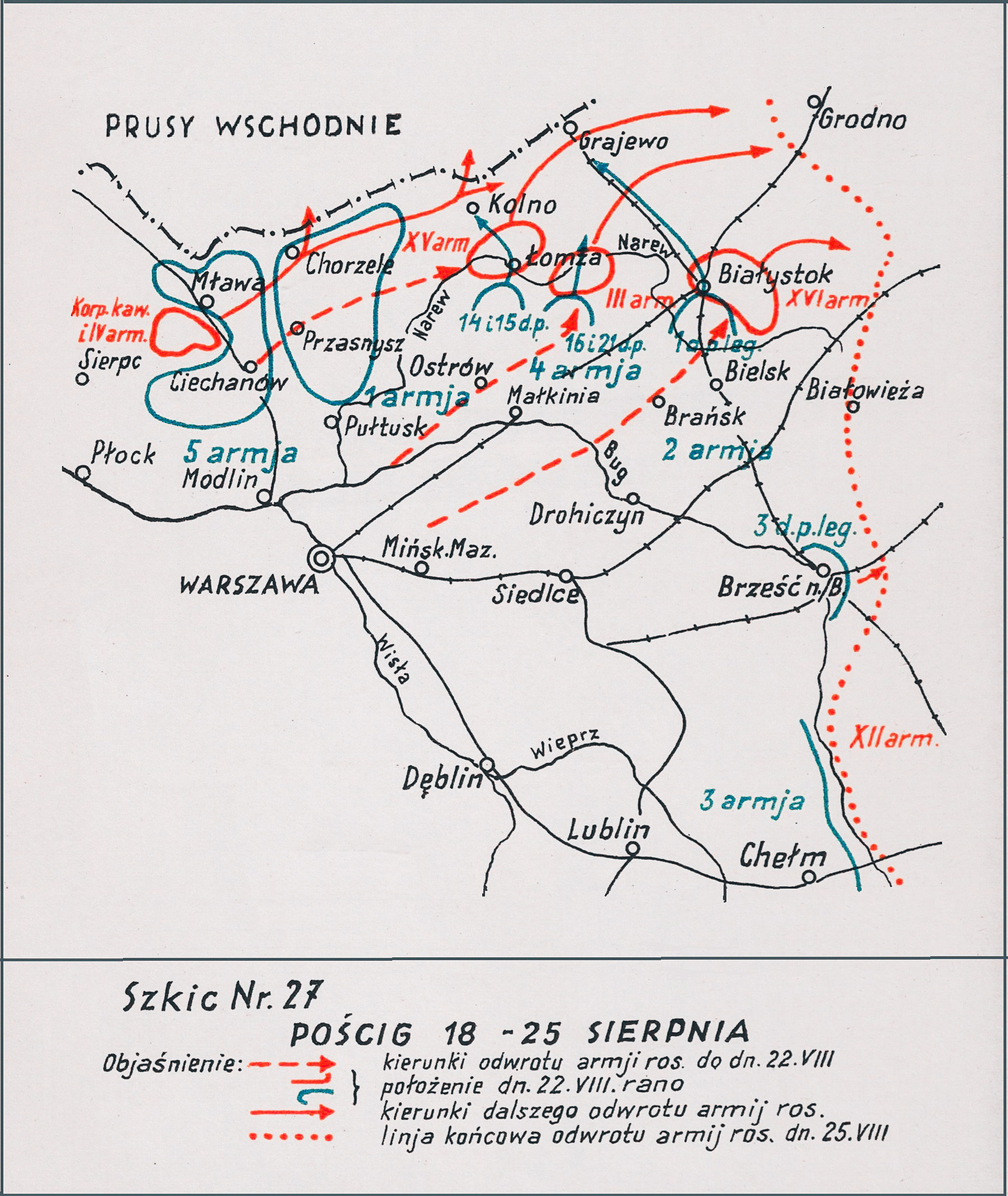
Adam Przybylski,
Wojna Polska 1918–1921

Bitwa pod Kolnem – walki oddziałów polskiej 14 Dywizji Piechoty gen. Daniela Konarzewskiego z sowieckim III Korpusem Kawalerii Gaja Gaja w czasie pościgu prowadzonego w ramach operacji warszawskiej.

## Sytuacja ogólna
4 lipca 1920 ruszyła II ofensywa sowieckiego Frontu Zachodniego pod hasłem: Na zachodzie ważą się losy wszechświatowej rewolucji – po trupie Polski wiedzie droga do wszechświatowego pożaru... Na Wilno – Mińsk – Warszawę – marsz!. W pierwszej dekadzie lipca przełamany został front polski nad Autą, a wojska Frontu Północno-Wschodniego gen. Stanisława Szeptyckiego cofały się pod naporem ofensywy czerwonoarmistów Michaiła Tuchaczewskiego.
Kolejne próby zatrzymania wojsk sowieckich prących na zachód nie przynosiły spodziewanych rezultatów. Obchodzący ugrupowanie obronne od północy III Korpus Kawalerii Gaja wymuszał dalszy odwrót wojsk polskich. Tempo natarcia wojsk sowieckich, jak na owe czasy, wydawało się oszałamiające i wynosiło ok. 20–30 km na dobę.
Wojsko Polskie traciło kolejno „linię dawnych okopów niemieckich”, linię Niemna i Szczary, czy wreszcie linię Bugu. Wojska polskie cofały się nadal, a kolejną naturalną przeszkodą terenową dogodną do powstrzymania sowieckiej ofensywy była Wisła. W godzinach wieczornych 6 sierpnia Naczelne Dowództwo Wojska Polskiego wydało rozkaz do przegrupowania i reorganizacji wojsk.
16 sierpnia ruszyła kontrofensywa znad Wieprza. Zmieniło to radykalnie losy wojny. Od tego momentu Wojsko Polskie było w permanentnej ofensywie.

## Walki pod Kolnem
Maszerująca w zwycięskim pochodzie znad Wieprza 14 Wielkopolska Dywizja Piechoty 25 sierpnia zajęła Kolno i zorganizowała pozycje obronne frontem na zachód, oczekując nadejścia cofającego się znad dolnej Wisły III Korpusu Kawalerii Gaja. Swoje prawe skrzydło oparła o granicę pruską. Na lewym współdziałała z 15 Dywizją Piechoty gen. Władysława Junga.
O świcie 26 sierpnia pod Kolno podeszły wyczerpane walką o przełamanie kolejnych pierścieni polskiego okrążenia oddziały sowieckiej kawalerii.
W sowieckich szeregach panowało przygnębienie. Trzy pułki 10 Dywizji Kawalerii nie podjęły walki z polską jazdą płk. Gustawa Dreszera i samowolnie przekroczyły granicę pruską. Uczynił to także komisarz korpusu Pustnow. Jednak dowódca sowieckiego korpusu komkor. Gaja Dmitrijewicz Gaj zdecydował się walczyć. Słabszą moralnie 10 Dywizję Kawalerii przeznaczył do osłony tyłów korpusu, a spieszonej 15 Dywizji Kawalerii nakazał uderzyć na Kolno. Dysponująca tylko siedmioma działami, z zapasem czterdziestu pocisków, artyleria korpusu wsparła nacierające oddziały. Czerwonoarmiści kilkakrotnie próbowali bezskutecznie przełamać obronę 14 Dywizji Piechoty. Poległo wielu sowieckich dowódców i komisarzy. W jednym z pułków wybuchła panika, a jego żołnierze samowolnie opuścili pole bitwy i przeszli do Prus Wschodnich. Widmo klęski spowodowało, że Gaja Gaj wydał rozkaz przejścia swoich wszystkich swoich oddziałów na terytorium Prus. Pułki 15 Dywizji Kawalerii przekroczyły granicę pod ogniem polskiej artylerii z rozwiniętymi sztandarami.

## Bilans walk
Bitwa pod Kolnem była ostatnim starciem zbrojnym osławionego w lipcowych bojach III Korpusu Kawalerii Gaja Gaja. Internowani w Prusach Wschodnich czerwonoarmiści w dużej części powrócili do Rosji i wzięli jeszcze udział w wojnie. Jednak do chwili zawarcia rozejmu nie odtworzono jednostek korpusu, a pozbawiony silnego związku kawalerii Front Zachodni Michaiła Tuchaczewskiego nie był w stanie powstrzymać naporu wojsk polskich w kampanii jesiennej.